# Preble County
Preble County er et county i den amerikanske delstat Ohio. Amtet ligger sydvestligt i delstaten og grænser op imod Darke County i nord, Montgomery County i øst og mod Butler County i syd. Amtet grænser også op imod delstaten Indiana i vest.
Preble Countys totale areal er 1.104 km² hvoraf 4 km² er vand. I 2000 havde amtet 42.337 indbyggere.
Amtets administration ligger i byen Eaton.
Amtet blev grundlagt i 1808 og har fået sit navn efter kaptajn og søofficer Edward Preble som deltog i den amerikanske uafhængighedskrig. 

## Demografi
Ifølge folketællingen fra 2000 boede der 42,337 personer i amtet. Der var 16,001 husstande med 12,144 familier. Befolkningstætheden var 38 personer pr. km². Befolkningens etniske sammensætning var som følger: 98.47% hvide, 0.32% afroamerikanere.
Der var 16,001 husstande, hvoraf 34.20% havde børn under 18 år boende. 63.50% var ægtepar, som boede sammen, 8.50% havde en enlig kvindelig forsøger som beboer, og 24.10% var ikke-familier. 20.60% af alle husstande bestod af enlige, og i 8.90% af tilfældene boede der en person som var 65 år eller ældre.
Gennemsnitsindkomsten for en husstand var $42,093 årligt, mens gennemsnitsindkomsten for en familie var på $47,547 årligt.